# Хедельмайр, Роман
Роман Хедельмайр (нем. Roman Hädelmayr, иногда ошибочно Hädelmayer; 30 марта 1907, Вена — 1988) — австрийский журналист и писатель, деятель нацистского движения, впоследствии порвавший с ним.

## Биография
Происходил из венской рабочей семьи. В юности учился в венской гимназии, где стал участником австрийского филиала нацистского движения. В июле 1924 года был арестован за участие в драке австрийских нацистов с социал-демократами в Вене. В 1926 году назначен руководителем венского Гитлерюгенда (HJ), а в 1928 году занял должность гауляйтера НСДАП в Австрии, которую совмещал с руководством местным Гитлерюгендом. В соавторстве с композитором Фрицем Марером в 1926 году написал «Марш молодых венских рабочих» (1926, Es pfeift von allen Dächern), который использовался как гимн австрийского Гитлерюгенда.
Во второй половине 1920-х годов Хедельмайр стал изучать политологию в университете Вены, где в 1932 году защитил докторскую диссертацию на тему «Общественная концепция романтизма».
С 1932 г. Хедельмайр всё более явно отворачивается от нацистского движения и сближается со сторонниками модернизированного сословного государства (корпоративизма), в числе которых был его учитель Отмар Шпанн. Как член кружка, сложившегося вокруг Шпанна, Хедельмайр вместе с сыном последнего Рафаэлем возглавлял организацию «Сословное общество». Кроме того, с 1932 по 1935 год был сотрудником журнала «Сословная жизнь» (de:Ständisches Leben). Хотя идеи корпоративистов были близки нацистским, однако их антисемитизм был не столь радикальным, а главное — они оставались патриотами независимой Австрии.
Когда после пришествия нацистов к власти в Германии стремление германского государственного руководства включить Австрию в состав Германской империи становилось всё более очевидным, Хедельмайр собрал противников нацизма в группе «Астра», которая систематически противодействовала аншлюсу Австрии. Помимо сыновей Отмара Шпанна и Карла фон Винклера, к этой группе принадлежал, в частности, атташе немецкого посольства в Вене Вильгельм фон Кеттелер, враждебно настроенный к нацизму, который периодически снабжал группу ценной информацией. Хедельмайр был основным связным бывшего рейхсканцлера Франца фон Папена в его контактах с кардиналом Теодором Инницером.
После немецкого вторжения в Австрию Хедельмайр, несмотря на предупреждения об опасности, решил не уезжать и не скрываться, а остаться в Вене. Его друг Вильгельм фон Кеттелер был арестован 13 марта 1938 сотрудниками службы безопасности (SD) и вскоре убит. Сам Хедельмайр был арестован и помещён в апреле 1938 года в концлагерь Дахау. Оттуда он был переведён в концлагерь Бухенвальд, где провёл до своего освобождения весной 1943 четыре года в статусе заключённого в порядке «защитного ареста» и подвергался насилию. После освобождения из концлагеря с 1943 по 1945 годы он был вынужден служить в вермахте.
После Второй мировой войны Хедельмайр жил в Вене, где занимался писательством и экономикой. В послевоенной политике выступал как сторонник профсоюзов.

## Сочинения
- Die Wiederkehr. Gedichte, 1938.
- Grande amatrice. Eleonora Duse und Gabriele d’Annunzio, 1948.